# Полоне
Поло̀не (на италиански: Pollone; на пиемонтски: Polon, Полон) е село и община в Северна Италия, провинция Биела, регион Пиемонт. Разположено е на 630 m надморска височина. Населението на общината е 2192 души (към 2010 г.).